# Allacapan
Allacapan is een gemeente in de Filipijnse provincie Cagayan op het eiland Luzon. Bij de laatste census in 2007 had de gemeente bijna 30 duizend inwoners.

## Geografie

### Bestuurlijke indeling
Allacapan is onderverdeeld in de volgende 27 barangays:
| - Bessang - Binobongan - Bulo - Burot - Capagaran (Brigida) - Capalutan - Capanickian Norte - Capanickian Sur - Cataratan - Centro East (Pob.) - Centro West (Pob.) - Daan-Ili - Dagupan - Dalayap | - Gagaddangan - Iringan - Labben - Maluyo - Mapurao - Matucay - Nagattatan - Pacac - San Juan (Maguininango) - Silangan - Tamboli - Tubel - Utan |

## Demografie
Allacapan had bij de census van 2007 een inwoneraantal van 29.821 mensen. Dit zijn 2.861 mensen (10,6%) meer dan bij de vorige census van 2000. De gemiddelde jaarlijkse groei komt daarmee uit op 1,40%, hetgeen lager is dan het landelijk jaarlijks gemiddelde over deze periode (2,04%). Vergeleken met de census van 1995 is het aantal mensen met 5.824 (24,3%) toegenomen.

De bevolkingsdichtheid van Allacapan was ten tijde van de laatste census, met 29.821 inwoners op 306,8 km², 78,2 mensen per km².